# ヴァルキリー 自走ロケット弾発射機
ヴァルキリー自走ロケット弾発射機は南アフリカ共和国の自走式多連装ロケット砲。1980年代にSomchem(現Rheinmetall-Denel Munitions)によって開発された。
システムは1976年のアンゴラにおけるサバンナ作戦で鹵獲されたBM-21を基礎としている。開発は1981年に完了し、1987年と1988年にはアンゴラの旧南アフリカ国防軍がキューバの支援するアンゴラ人民解放軍と対峙した際にOperation HooperやOperation Modulerで利用された。
利点としては他の多連装ロケット発射機と異なり、戦場で偽装しやすいことが上げられる。天蓋を降ろしたヴァルキリーの外見は他のウニモグの四駆のトラックと似ていた。

## 派生型

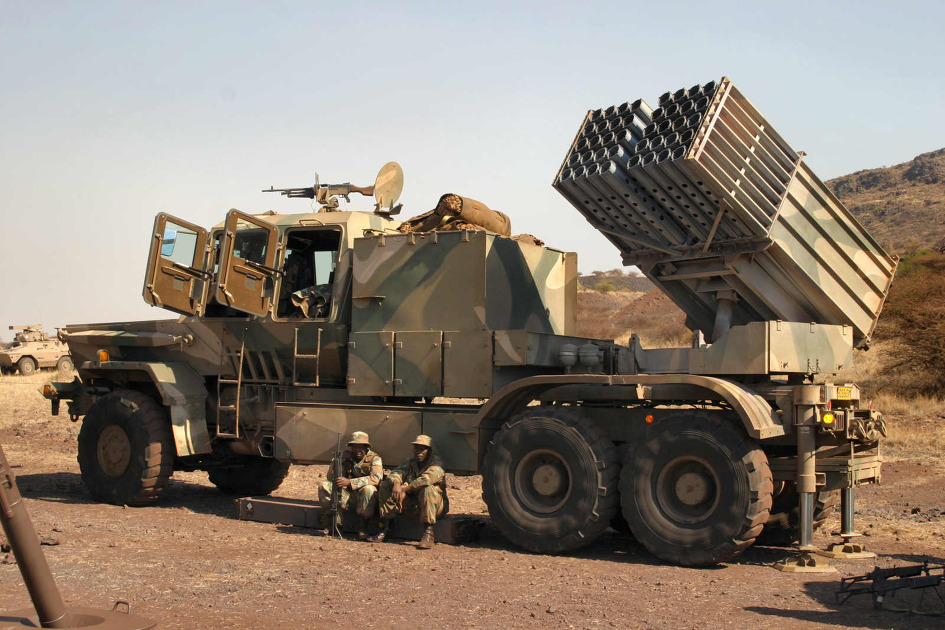
Bateleur40連装ロケットランチャー

Valkiri-22 Mk 1（原型）
ウニモグ軽4駆に24連装ロケット
Bateleur（現在の形式)
装甲化されたサミル6駆トラックに40連装ロケット。
Valkiri-5
空挺利用用の短縮軽量型トレーラー搭載版、12連装の短縮版127mmロケットを利用している。最大射程は5,500m。

## 註
1. ↑  “Valkiri Multiple Artillery Rocket”. 2006年10月25日閲覧。
2. ↑  “Rheinmetall Denel Munition 127 mm (24-round) Valkiri Mk I 22 multiple rocket launcher system (South Africa) - Jane's Armour and Artillery”.   Articles.janes.com (2012年3月6日). 2012年11月13日閲覧。
3. ↑  Heitman, Helmoed-Römer (1990). South African Armed Forces. Cape Town, South Africa: Buffalo Publications. p. 123. ISBN 9780620148788